# 萨姆特 (南卡罗来纳州)
萨姆特（英語：Sumter），是美国南卡罗来纳州萨姆特县县治。其面积大约为32.29平方英里（83.63平方公里）。根据2010年美国人口普查，该市有人口40,524人，人口密度约为每平方 英里1,255.04人（约合每平方公里484.59人）。